# Hénin Crucifix Cemetery
Le Hénin Crucifix Cemetery  est un cimetière militaire de la Première Guerre mondiale, situé sur le territoire de la commune de Hénin-sur-Cojeul , dans le département du Pas-de-Calais, à l'est d'Arras.
Un second cimetière militaire britannique est implanté sur le territoire de la commune : le Hénin Communal Cemetery Extension.

## Localisation
Ce cimetière est situé au nord  du village, au bord de la D 5 en direction de Neuville-Vitasse, à 50 mètres des dernières habitations.

## Histoire

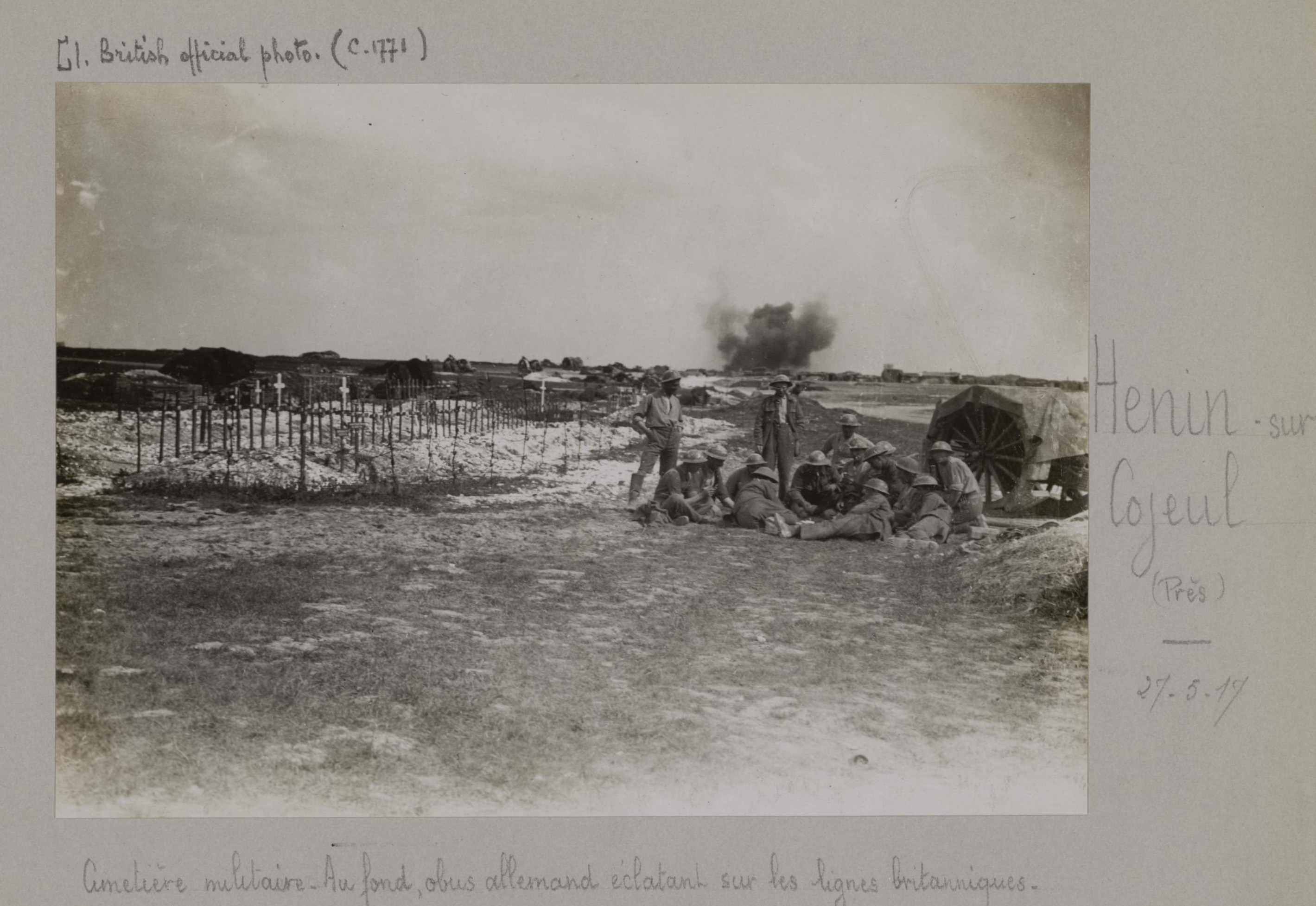
Les soldats britanniques au repos près d'un cimetière provisoire en mai 1917 (photo de l'armée britannique).

Aux mains des Allemands dès fin août 1914, le village reste loin des combats jusqu'en mars 1917, date à laquelle les Allemands  évacuent tous les habitants et détruisent complètement les habitations pour transformer la zone en un no man's land à la suite de leur retrait sur la ligne Hindenburg.
Les ruines du village sont alors prises le 2 avril par le 19e Kings Liverpool. Le secteur est de nouveau perdu le 21 mars 1918 lors de l'offensive du Printemps de l'armée allemande et repris définitivement par la 52e Lowland Division Lowland Division le 24 août suivant, après de violents combats.
Le cimetière Henin Crucifix tire son nom d'un calvaire situé de l'autre côté de la route. Il est créé par des unités de la 30e division après la prise du village en 1917 pour inhumer les victimes des combats.
IL contient 61 sépultures et commémorations de la Première Guerre mondiale dont deux ne sont pas identifiées.

## Caractéristiques
Ce cimetière a un plan rectangulaire de 30 m sur 15. Les tombes sont alignées sur une seule rangée le long du mur du fond et est entouré d'un muret de moellons en bordure de route et de silex pour le reste. Le cimetière a été conçu par l'architecte britannique George Hartley Goldsmith  (d).

## Sépultures
| Pays        | Sépultures |
| ----------- | ---------- |
| Royaume-Uni | 61         |

## Galerie

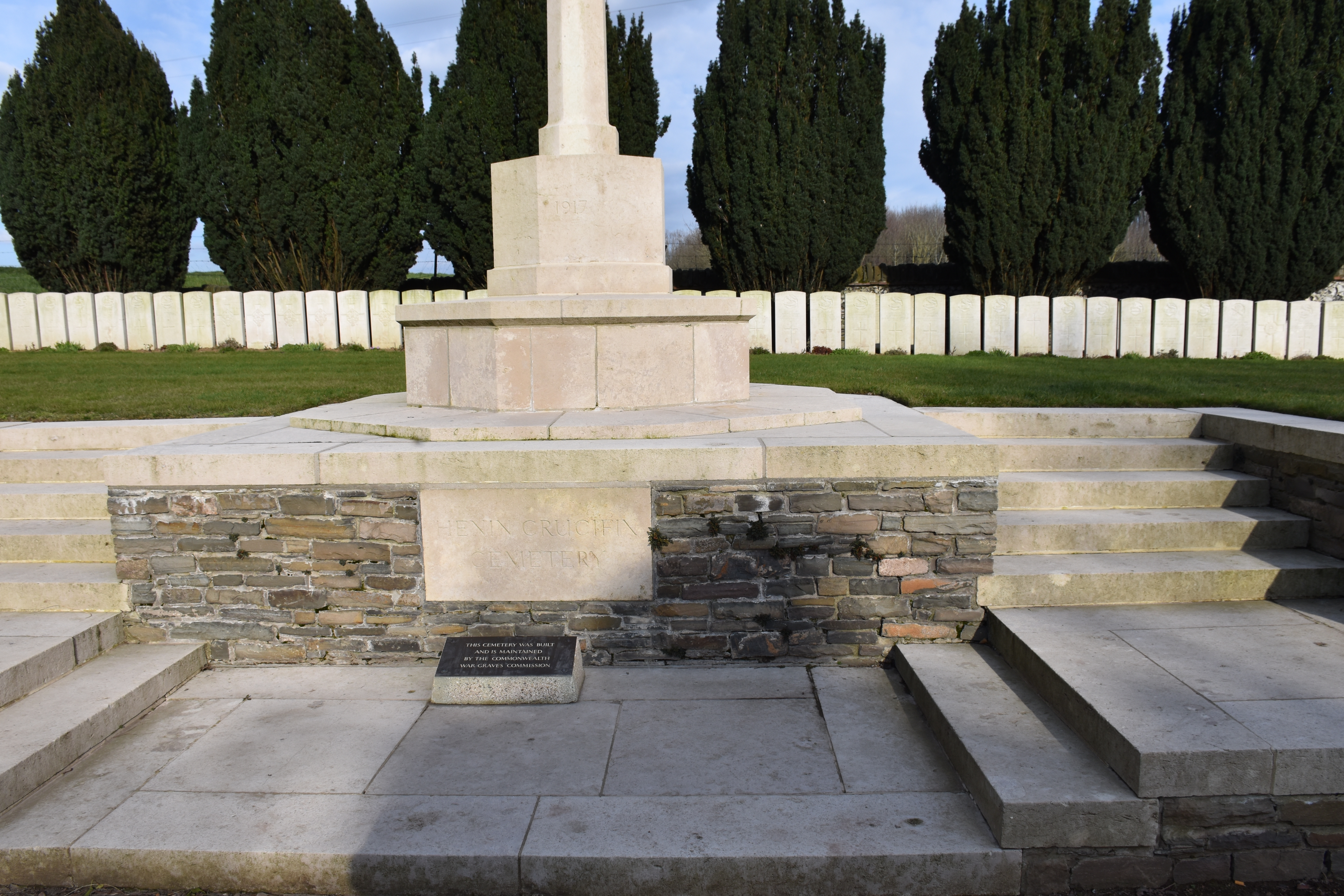
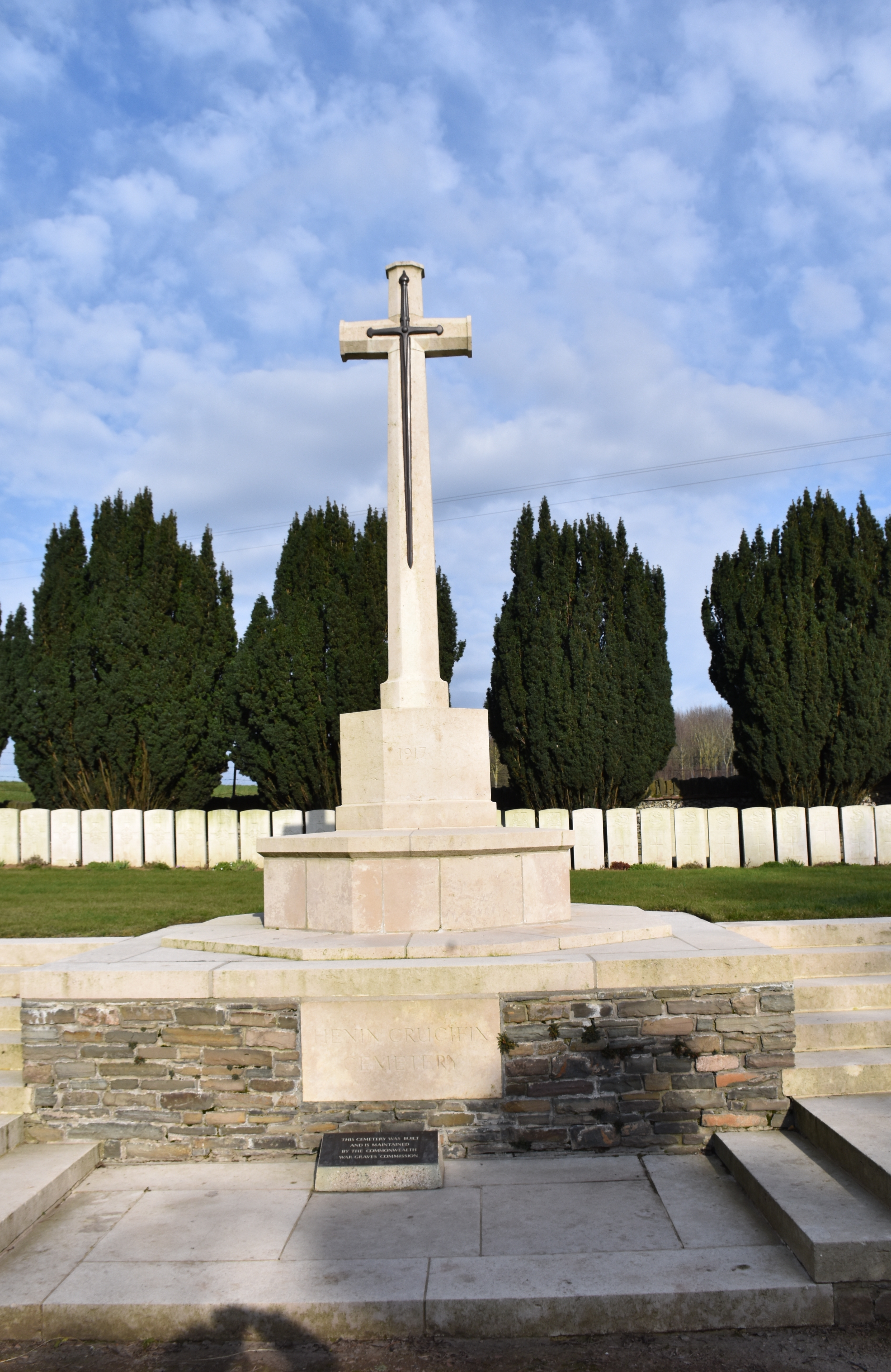
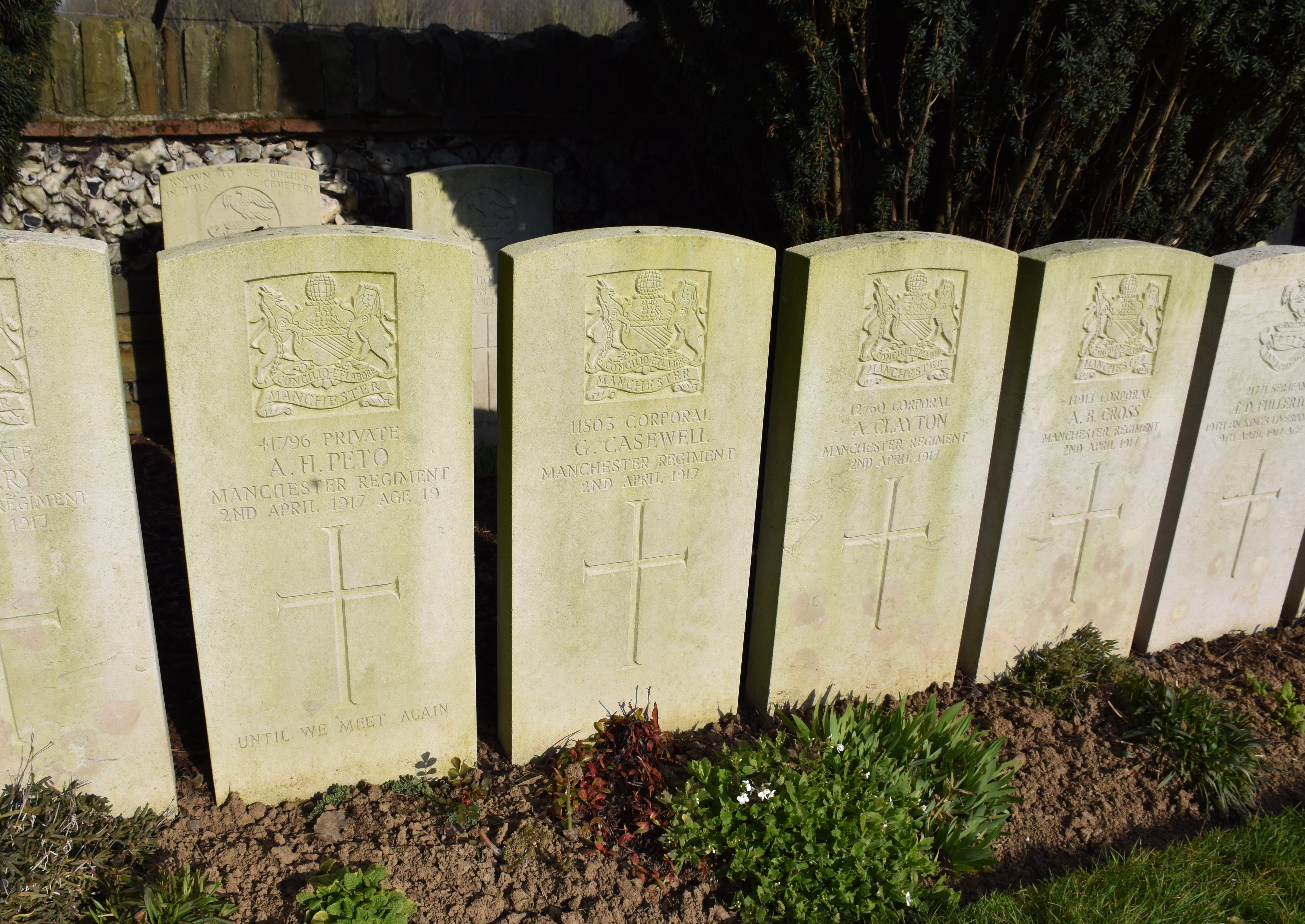
Les tombes de soldats du Manchester Regiment tombés le 2 avril 1917.
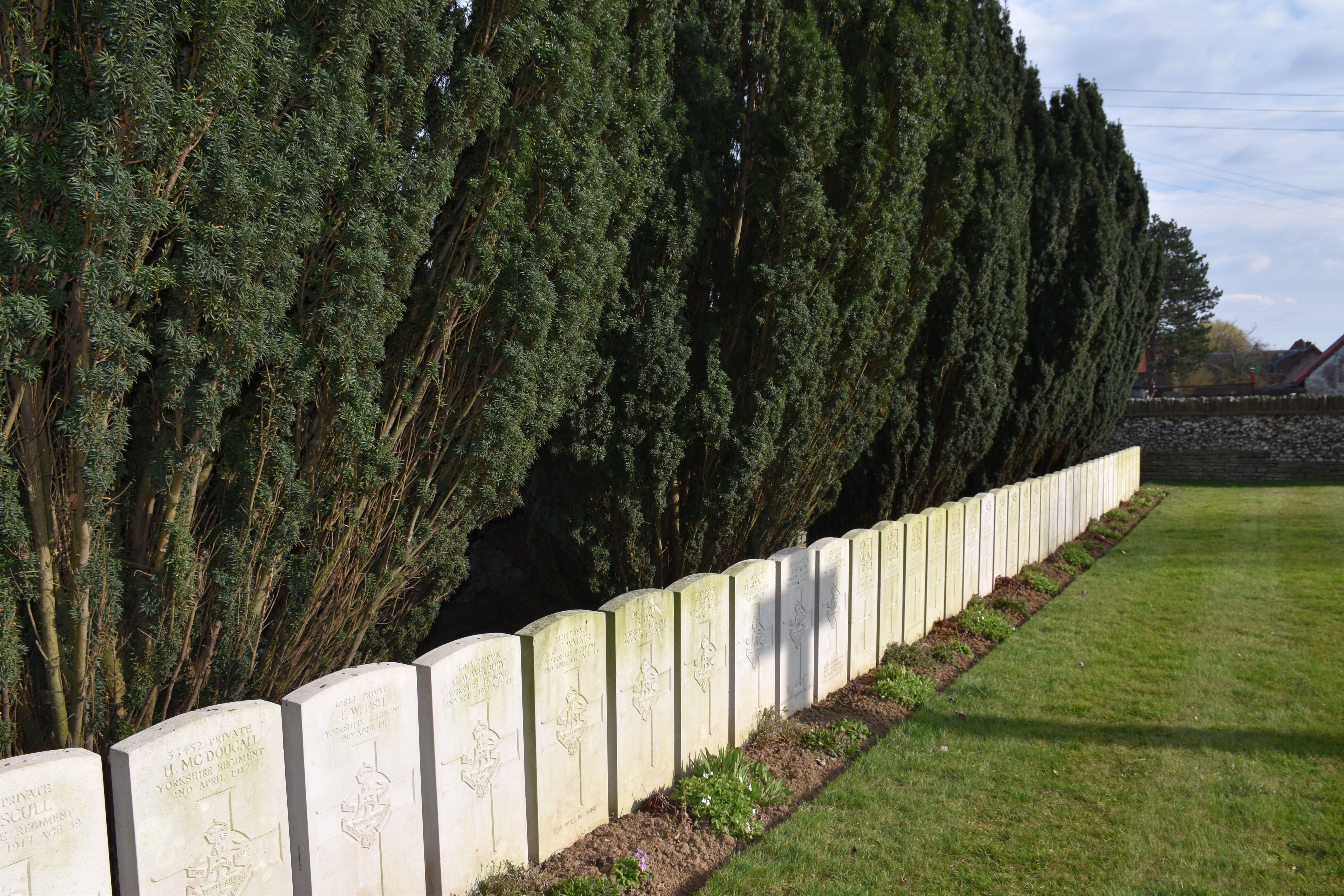
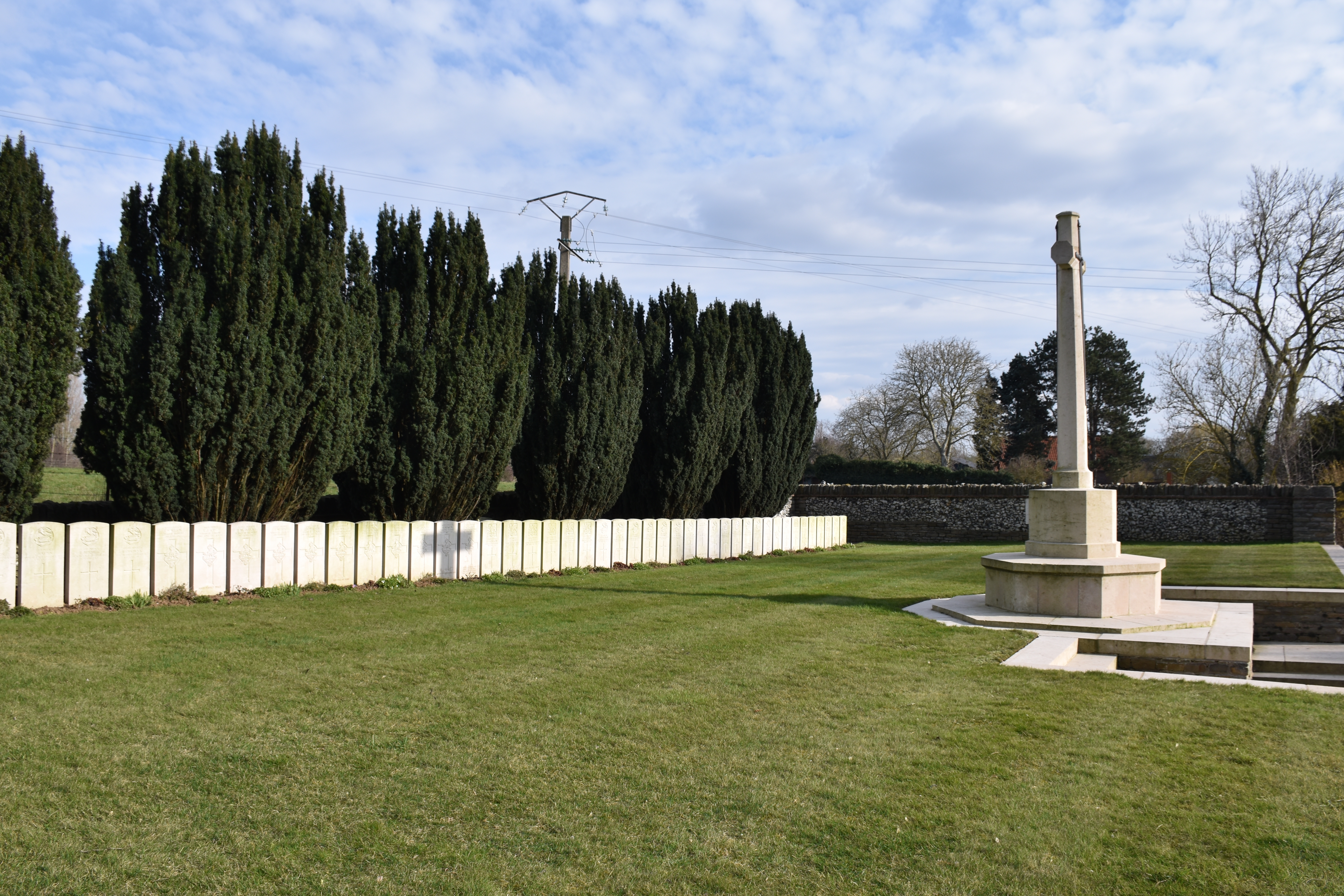
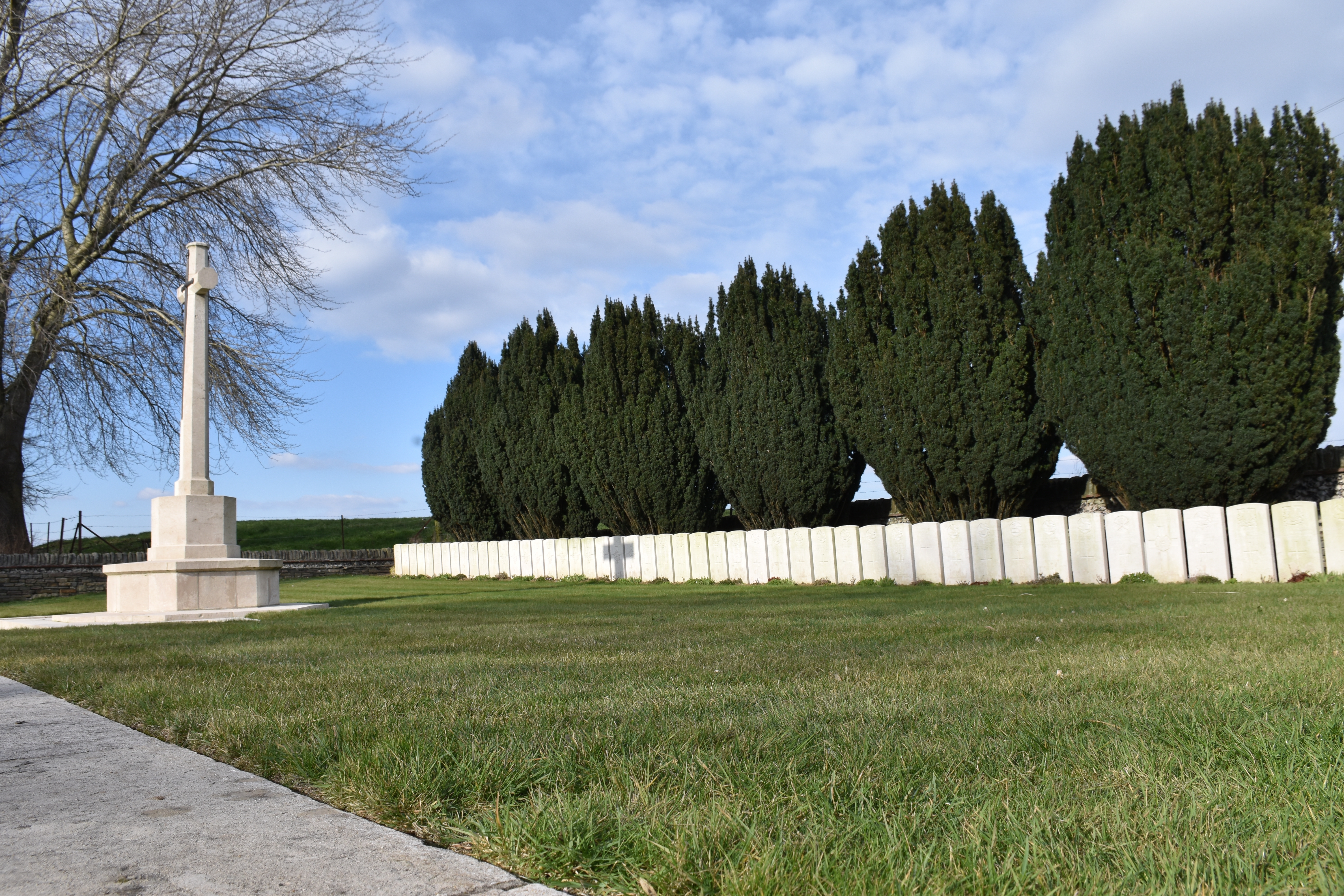

## Pour approfondir